# Dobrowola (województwo zachodniopomorskie)
Dobrowola – osada w Polsce położona w województwie zachodniopomorskim, w powiecie świdwińskim, w gminie Świdwin. Miejscowość wchodzi w skład sołectwa Bystrzyna.
W latach 1975–1998 miejscowość administracyjnie należała do województwa koszalińskiego.